# ژرژ شاپ
ژرژ شاپ (فرانسوی: Georges Chappe‎؛ زادهٔ ۵ مارس ۱۹۴۴) دوچرخه‌سوار اهل فرانسه است.